# Карлсбад (Калифорния)
Вижте пояснителната страница за други значения на Карлсбад.
Карлсбад (на английски: Carlsbad) е град в окръг Сан Диего в щата Калифорния, САЩ. Карлсбад е с население от 90 271 жители (2003) и обща площ от 105,60 км² (40,80 мили²). Карлсбад получава статут на град през 1952 г.

## Побратимени градове
- Карлови Вари, Чехия